# Международная конференция по глобальным проблемам всемирной истории
Международная конференция по глобальным проблемам всемирной истории состоялась 26-27 января 2002 года в Москве в помещении Московской социально-гуманитарной академии. Её организовали издательство «Энциклопедия русской цивилизации» (Москва) и журнал Barnes Review (Вашингтон) при материальной поддержке издателя Barnes Review Уиллиса Карто.

## Организаторы и участники
Организаторами конференции стали издательство «Энциклопедия русской цивилизации» (Москва) и журнал Barnes Review (Вашингтон). Спонсором конференции выступил издатель Barnes Review Уиллис Карто. Среди инициаторов проведения конференции были Олег Платонов, Юрген Граф и Дэвид Дюк.
В конференции приняли участие около 80 человек, в том числе 11 докладчиков из США, Австралии, Швейцарии, Австрии, Болгарии, Марокко и 7 докладчиков из России: О. А. Платонов, М. Н. Кузнецов, И. М. Ильинский, Ю. К. Бегунов, М. Н. Любомудров, Б. С. Миронов, Н. К. Симаков. Среди участников конференции было много известных отрицателей Холокоста. Планировали участие, но не смогли выступить Борислав Милошевич, Александр Зиновьев и Игорь Фроянов. Как отмечает британский историк Стелла Рок, большинство иностранных участников были отрицатели Холокоста или ультраправые радикалы.
Ведущим конференции вместо попавшего в больницу Олега Платонова был Юрген Граф.

## Содержание
Участники конференции обсуждали негативные последствия глобализации, ряд докладов были посвящены отрицанию Холокоста и критике сионизма. 
Ряд докладчиков подчеркивали особую, по их мнению, роль России в противостоянии процессу глобализации. Один из известных отрицателей Холокоста из США Рассел Граната утверждал в своём докладе, что именно в России ревизионисты нашли понимание и поддержку. Дэвид Дюк говорил в своём докладе «Фактор сионизма в США» о существовании всемирного заговора с целью мирового господства. Российский политолог Вячеслав Лихачёв утверждает, что многие выступления на конференции носили антисемитский характер. Участник конференции историк Анатолий Степанов считает, что в силу того, что конференция была «посвящена главным образом еврейскому фактору в истории, политике и общественной жизни России и всего мира» она имела не столько научное, сколько идеологическое значение.
Часть материалов конференции была опубликована на сайте «Русская линия».

## Список докладов
На конференции были представлены следующие доклады:
- Александр Зиновьев (Россия). «Новый этап глобализации» (автор не присутствовал на конференции).
- Кристофер Боллин (США). «События 11 сентября и их последствия» (поскольку Боллин не получил визу, доклад был зачитан в его отсутствие).
- Игорь Фроянов (Россия). «Глобализация и Россия».
- Игорь Ильинский (Россия). «Глобализация и образование».
- Герхох Рейзегер (Австрия). «Монетарные последствия 11 сентября».
- Михаил Кузнецов (Россия). «Юридические аспекты глобализации».
- Олег Платонов (Россия). «Глобализация и христианский мир» (автор не присутствовал на конференции).
- Рене-Луи Беркла[фр.] (Швейцария). «Шантаж Швейцарии».
- Майкл Пайпер[англ.] (США). «Убийство президента Кеннеди».
- Ахмед Рами (Марокко). «Влияние сионизма в Западной Европе».
- Николай Симаков (Россия). «Глобализация и историческое призвание России».
- Юрген Граф (Швейцария). «Треблинка: критический анализ официальной версии».
- Ричард Криг[вд] (Австралия). «Использование радиационных методов в исторических исследованиях».
- Рассел Граната (США). «Научные методы в решении спорных исторических вопросов».
- Фредерик Тобен (Австралия). «Дискуссия о ревизионизме в Западной Европе».
- Волен Сидеров (Болгария). «Глобализация: последний этап колонизации Православного Востока».
- Борислав Милошевич (Югославия). «План уничтожения Югославии» (автор не присутствовал на конференции).
- Дэвид Дюк (США). «Фактор сионизма в США».
- Борис Миронов (Россия). «Влияние глобализации на политику российского правительства».
- Юрий Бегунов (Россия). «Глобализация и сионизм».
- Марк Любомудров (Россия). «Русофобия как орудие всемирного разрушения».

## Реакция
Организаторы конференции пригласили журналистов из примерно 10 газет. Кроме националистической прессы, по итогам конференции вышла небольшая статья в «Парламентской газете» Государственной думы Российской Федерации. Западные средства массовой информации, за исключением Searchlight, это событие проигнорировали. На сайте Радио Ислам были представлены резюме докладов.